# هارون بيلي
هارون بيلي (بالإنجليزية: Aaron Bailey)‏ هو لاعب كرة قدم أمريكية أمريكي، ولد في 24 أكتوبر 1971 في آن آربر في الولايات المتحدة.

## وصلات خارجية
- هارون بيلي على موقع مرجع كرة القدم المحترفة.كوم (الإنجليزية)
- هارون بيلي على موقع JustSportsStats.com (الإنجليزية)
- هارون بيلي على موقع IMDb (الإنجليزية)